# Fidelity International
Fidelity International Ltd, abreviat FIL, és una empresa que proporciona serveis de gestió d'inversions, inclosos fons d'inversió, gestió de pensions i plataformes de fons a inversors privats i institucionals. Fidelity International es va crear originalment el 1969 com a filial d'inversió internacional de Fidelity Investments a Boston abans d'ésser fundada com a empresa independent el 1980. Des de llavors, ha continuat operant com una empresa privada propietat de llurs treballadors.